# オリオーロ
オリオーロ（イタリア語: Oriolo）は、イタリア共和国カラブリア州コゼンツァ県にある、人口約2,100人の基礎自治体（コムーネ）。

## 地理

### 位置・広がり

#### 隣接コムーネ
隣接するコムーネは以下の通り。括弧内のPZはポテンツァ県、MTはマテーラ県所属を示す。
- アルビドーナ
- アレッサンドリア・デル・カッレット
- アメンドラーラ
- カンナ
- カストロレージョ
- チェルソージモ (PZ)
- モンテジョルダーノ
- ノカーラ
- ロゼート・カーポ・スプーリコ
- サン・ジョルジョ・ルカーノ (MT)